# Hospitalitat de la Mare de Déu de Lourdes
Hospitalitat de la Mare de Déu de Lourdes de les Diòcesis de Barcelona, Terrassa i Sant Feliu, és una entitat religiosa fundada el 1910 com a associació de fidels d'apostolat seglar i solidari que ofereix un servei, sense ànim de lucre, d'atenció a persones malaltes i/o amb diferents capacitats. És adherida a la que existeix al Santuari de Lourdes (Alts Pirineus). El 1960 va rebre la Medalla de Plata de la Ciutat de Barcelona, el 2010 amb motiu del seu Centanari la Medalla d'Or al Mèrit Civil de la Ciutat el 1985 va rebre la Creu de Sant Jordi.
En aquest de cent anys l'Hospitalitat ha organitzat 150 pelegrinatges al Santuari marià i 65 romiatges al Santuari de Montserrat, a partir del 2001 sent acompanyada de la resta d'Hospitalitats del nostre país.
L'Hospitalitat per ser present a la nostre societat l'any 2002 va fundar La Fundació Hospitalitat que actualment té en servei un centre de dia per a personas de discapacitat profunda, una llar residència per discapacitats autònoms i disposa de pisos d'acollida i grups de revisió de vida. L'Hospitalitat està presidida per a Rafael Ribalta i la seva Fundació és presidida per Josep Maria Cullell i Nadal.